# SPOTV NOW
SPOTV NOW（スポティーヴィー ナウ）は、韓国のエクラ・メディア・グループ (Eclat Media Group) が、有料テレビネットワーク会社であるSPOTVを母体として設立した、ライブストリーミング形式インターネットTVプラットフォーム及びビデオ・オン・デマンドサービスである。日本ではエクラ・メディア・グループの子会社である株式会社SPOTV JAPANが運営する。
「世界最高峰のスポーツをより多くの人に届ける」をモットーとして海外サッカー、メジャーリーグベースボールを中心に配信を行っている。

## 概要
2020年にSPOZONE（スポゾーン）としてサービスが開始され、5月開幕の韓国のプロ野球・KBOリーグから配信が開始された。7月よりメジャーリーグベースボール（MLB）の日本における独占配信（レギュラーシーズンは1日当たり最大8試合。ポストシーズンは全試合）を開始した。
2021年5月14日、日本トップリーグ連携機構が推進する「Woman Athletes Project」に参加するホッケー日本リーグ女子、日本女子サッカーリーグ、日本女子ソフトボールリーグ、日本女子フットサルリーグの独占的配信権契約を提結した。2021-22シーズンよりWリーグの配信も、それまでの「W-TV」を発展的解消する形で開始した。
2022年3月9日、SPOTV NOWに名称が変更された。
2022年4月14日、イングランドのサッカー・プレミアリーグの全試合を2022-23シーズンより3シーズンにわたり、韓国と日本で中継することを発表した。また、インターネットテレビのABEMAとサブライセンス契約を結び、一部の試合がABEMAにて中継されることになった。同年7月15日、スコットランドのサッカー・スコティッシュ・プレミアシップの放映権を（毎節最大1試合、シーズン合計38試合）獲得したことを発表した。
2023年2月9日、イタリアのサッカー・セリエA TIMを一部日本語実況付きで、同月11日の試合より中継する事を発表した。また、一部の試合はSPOTV NOWで独占配信される。同年2月28日には、イングランドのサッカー・FAカップを全試合中継することを発表した。
2023年8月4日、サウジアラビアのサウジ・プロフェッショナルリーグの一部試合を独占配信すると発表した。同年12月18日、2024年1月20日から『プレミアムプラン』の提供を開始することを発表した。
2024年5月31日、国内で提携していたU-NEXTでのサービスを同年6月30日で終了する事を発表。当初発表直後にU-NEXT側はSPOTV JAPANと協議中とお知らせしたが、同年6月4日に正式にサービスの終了を発表した。文言からU-NEXT側としては不本意なサービス終了と思われたが 、後日U-NEXTはSPOTV NOW側とのサービス提携について、改めて正式に6月30日に終了を宣言することを考慮せざるを得なくなったと説明している。
2024年7月23日、イングランドのサッカー・プレミアリーグの全試合について、2022-23シーズンから3シーズン、日本での配信をすることになっていたが、2024-25シーズンについては「当事者間の協議により」配信が取りやめになったと発表した。

## 視聴デバイス
パソコン（ブラウザで視聴）、タブレット、スマートフォン（アプリで視聴）で利用が可能となっている。なお、2025年3月現在テレビで視聴するにはミラーリングやプレミアムプランの加入(後述）、またはSPOTV NOWと提携しているABEMAやAmazon Prime Videoでの利用が推奨されている。
2024年1月20日より『プレミアムプラン』契約ユーザー限定で、スマートテレビやストリーミングデバイス（Android TV、Amazon Fire TV Stick、Apple TV、Google Chromecast）向けのアプリの提供が開始され、テレビでも視聴可能となった。

## 価格
ベーシックプラン
【月額】2,000円【年間パス】無し
プレミアムプラン
【月額】3,000円【年間パス】27,000円
※いずれも税込

## 配信コンテンツ
- メジャーリーグベースボール（野球）
- サウジ・プロフェッショナルリーグ（サッカー）
- サウジ国王杯（サッカー）
- サウジ・スーパーカップ（サッカー）

### 過去の配信競技
- 日本女子サッカーリーグ（なでしこリーグ）[24]

上位リーグ「WEリーグ」発足のため2021年限りで終了。なおWEリーグはDAZNにて配信。
- 日本女子ソフトボールリーグ（JSL）

上位リーグ「JDリーグ」発足のため2021年限りで終了。なおJDリーグはスポーツナビにて配信。
- バスケットボール女子日本リーグ（Wリーグ）

2022-23シーズンよりバスケットLIVE独占配信。
- 日本女子フットサルリーグ（WOMEN'S F.LEAGUE）

2024-25シーズンよりFリーグTVに移行。
- ホッケー日本リーグ（女子リーグ）

2024シーズンより公式YouTubeチャンネルに移行。
- 女子日本アイスホッケーリーグファイナル

2023-24シーズンよりアイスホッケーAIライブに移行。
- 3×3.EXE PREMIER（3人制バスケットボール）

2024シーズンよりスポーツナビにて配信。
- 関東大学女子バスケットボール連盟
- セリエA TIM（サッカー）

2023-24シーズンをもって配信終了。2024-25シーズンよりDAZNにて独占配信。
- イングリッシュ・プレミアリーグ（サッカー）

2023-24シーズンをもって配信終了。2024-25シーズンよりU-NEXTにて独占配信。
- FAカップ（サッカー）

2023-24大会をもって配信終了。2024-25大会よりU-NEXTにて独占配信。
- スコティッシュ・プレミアシップ（サッカー、スコティッシュリーグカップを含む）

2024-25シーズンをもって配信終了。